# مؤسسة هيوليت باكارد
مؤسسة هيوليت باكارد (بالإنجليزية: Hewlett Packard Enterprise)‏ (اختصارًا HPE) هي شركة أمريكية لتكنولوجيا معلومات متعددة الجنسيات مقرها في سان خوسيه، كاليفورنيا، تأسست في 1 نوفمبر 2015 كجزء من تقسيم شركة هيوليت-باكارد. وهي منظمة تركز على الأعمال مع قسمين: مجموعة المؤسسة، التي تعمل في الخوادم والتخزين والشبكات والاستشارات والدعم، والخدمات المالية. في 31 أكتوبر، أعلنت عن عائد سنوي للسنة المالية 2019 بقيمة 29.135 مليار دولار، بانخفاض 5.57٪ عن فترة العام السابق.

## روابط خارجية
- الموقع الرسمي
- - بيانات النشاط التجاري لـ Hewlett Packard Enterprise: مالية جوجل
  - ياهو! المالية
  - رويترز
  -  إيداع هيئة الأوراق المالية والبورصات